# Georg Alois Dietl
Georg Alois Dietl (* 19. Februar 1752 in Pressath; † 17. Mai 1809 in Landshut) war ein deutscher Jesuit und ab 1801 Professor an der Universität Landshut.

## Leben
Nach Besuch des Gymnasiums in Amberg wurde Georg Alois Dietl in die Societas Jesu aufgenommen. Er studierte ab 1773 in Ingolstadt Katholische Theologie. Er wurde zunächst Dorfkaplan. Der Fürstbischof von Regensburg verlieh ihm 1781 das Kurat zu Maria Taferl in Niederösterreich. Später wurde er Pfarrer in Berg bei Landshut und zog sich 1786 durch seine Vertrauten Briefe eines Geistlichen an seinen Freund den Unmut der Kirchenoberen zu. Bischof Joseph Konrad von Schroffenberg-Mös trat für ihn ein, die Briefe blieben allerdings verboten. 1801 wurde Dietl Professor der Ästhetik an der aus Ingolstadt verlegten Universität Landshut. Ferner wurde er Pfarrer von St. Martin in Landshut.
Der Prof.-Dietl-Park in Pressath ist nach Georg Alois Dietl benannt.

## Schriften
- Vertraute Briefe eines Geistlichen an seinen Freund. Strobel, München 1786
- Predigten an meine Pfarrgemeinde. 1787
- Homilien über die sonntäglichen Evangelien. 1789